# 云南石莲
云南石莲（学名：Sinocrassula yunnanensis）又稱滇石蓮、泗馬路，为景天科石莲属下的一个种。种加词 yunnanensis 意为“云南的”。

## 扩展阅读
. 中国植物物种. 昆明: 中科院昆明植物研究所.   [2013年1月17日]. （原始内容存档于2016-03-05）.（简体中文）